# Водопад
Водопад или слап је природна појава која се јавља на рекама, а означава место слободног пада воде у речном току на оним местима где се јавља изненадна промена у елевацији рељефа. То је место на уздужном речном профилу где речна вода пада вертикално преко стрмог одсека који преграђује ток. Водопади су најчешће велика туристичка атракција и занимљивост.

## Формирање
Водопади се често формирају на горњим деловима тока река на стрмим планинама. Због њиховог теренског положаја, многи водопади се јављају преко стеновитог тла и напајани су са подручја малог доприноса воде, тако да могу да буду краткотрајни и да протичу само током кишних олуја или значајнијег топљења снега. Што су више низводно лоцирани, то су веће шансе да ће водопад постојати током целе године. Водопади могу имати широк распон ширина и дубина.
Када река тече преко отпорних основних стена, до ерозије споро долази и она је доминирана утицајем седимената ношених водом на стене, док низводно знатно брже долази до ерозије. Како водоток повећава своју брзину на рубу водопада, он може извући материјал из речног корита, ако је корито испуцало или на други начин подложно ерозији. Хидраулични млазови и хидраулични скокови са врха водопада могу да генеришу велике силе којима се разара речно корито, посебно кад су силе појачане седиментима ношеним водом. Водопади у облику потковице имају фокус ерозије у централном делу, чиме се појачавају промене речног корита испод водопада. Процес којим се стварају велике и потенцијално дубоке рупе у стенама је узрокован локалном ерозијом услед турбулентног вртложног обртања камења на дну, што има бушећи ефекат. Песак и камен које носи водена струја стога повећавају ерозиони капацитет. То узрокује да водопади дубље усецају у речно дно, те се временом повлаче узводно. Често током дужег временског периода повлачење водопада доводи до низводног формирања кањона или теснаца. Брзина повлачења водопада може да буде и до један и по метар годишње.
Често је слој стена непосредно испод отпорнијег слоја мекшег типа, што значи да ће ту доћи до поткопавања услед прскања воде, због чега ће се формирати плитка формација у облику пећине позната као окапина испод и иза водопада. На крају ће се отпорнија стена капка срушити под притиском да би додала блокове стене у бази водопада. Ови блокови стене се након пропадања међусобно разбијају на мање камене громаде, а абразијом уништавају и подножје водопада, стварајући базен дубоког урањања у клисури низводно.
Потоци могу постати шири и плићи непосредно изнад водопада због протока преко стенске плоче, а обично постоји дубоко подручје непосредно испод водопада због кинетичке енергије воде која удара у дно. Међутим, студија систематике водопада је утврдила да слапови могу бити шири или ужи изнад или испод падова, тако да је готово све могуће уз одговарајуће геолошке и хидролошке поставке. Водопади се обично формирају у каменитим пределима због ерозије. Након дужег периода до потпуног формирања, вода која пада са стрмине повући ће се, узрокујући водоравну јаму паралелну са зидом водопада. На крају, како јама постаје све дубља, слап се урушава и замењује га стрмо нагибан део речног корита. Поред постепених процеса попут ерозије, кретање земље узроковано земљотресима или клизиштима или вулканима може проузроковати разлике у висинама земљишта које ометају природни ток воденог тока и резултирати у водопадима.
Река понекад тече преко великог прага стена који је често настао линијом раседа. Водопади се могу јавити дуж ивице ледничког корита, где поток или река утиче у глечер и даље тече у долину након што се ледник повукао или отопио. Велики слапови у Јосемитској долини су примери ове појаве која се назива висећа долина. Други разлог за стварање висеће долине је спајање две реке, при чему једна тече брже од друге.
Слапови се могу груписати у десет широких класа на основу просечне запремине воде присутне током пада (што зависи и од просечног протока и висине водопада) користећи логаритамску скалу. Слапови класе 10 укључују Нијагарине водопаде, Пауло Афонсо водопаде и Кон водопаде.
Познати представници других класа водопада су: Викторијини водопади и Каиетеурски водопади (класа 9); Рајнски слапови и Галфос (класа 8); Анђеоски водопад и Детифос (класа 7); Јосемитски водопади, нижи Јелоустонски водопади и Умфанг Ти Лор Су водопад (класа 6); и Садерланд водопади (класа 5).

## Истраживања
Александар фон Хумболт (1820-те) се назива „Отац модерне геологије”. Хумболт је углавном обележавао водопаде на мапама ради речне навигације.
Оскар фон Енгелн (1930-те) је објавио дело „Геоморфологија: систематска и регионална“. Ова књига има читаво поглавље посвећено водопадима и један је од најранијих примера објављених радова о водопадима.
Р. В. Јанг (1980-те) написао је дело „Водопади: форма и процес”. Овај рад је учинио водопада знатно озбиљнијом темом за истраживање модерних геонаучника.

## Типови водопада
Према настанку, водопади могу бити:
Тектонски водопади, јављају се када је гравитационо по раседу спуштен низводни блок (ово је краткотрајан процес који се јавља приликом земљотреса), односно на одсецима раседног порекла. У зависности од износа раседног скока, они могу имати велике висине. Највиши водопад на свету, Анђеоски водопад у сливу Оринока, припада овом типу. У тектонске водопаде спадају и водопади Тугела, Каламбо (у Танзанији висок 427 m), Јосемитски водопад (у САД, висок 725, 5 m), водопад Сатерленд (на Новом Зеланду висине 580 m), Којетар (у Британској Гвајани висок 225 m) итд.
Ерозивни водопади, могу настати на различите начине односно на различитим местима. Уколико у речном кориту постоје стене различитог литолошког састава, селективном ерозијом може доћи до стварања стеновитог ерозивног одсека и појаве водопада. Ерозивни одсек настаје у случају када је стенска маса низводно мање отпорна на речну ерозију, те ће се она, дејством воде, брже еродирати него што је то случај у узводном блоку. Одсек постаје и поткопавањем мекших стена, које су у подини и које се ерозијом брже еродирају и односе, у односу на стене отпорније на ерозију које леже у повлати, односно изнад мекших. На овај начин постао је водопад Нијагаре на отоци између Ирија и Онтарија (на граници САД и Канаде). Висина Нијагариног водопада је 51 m, а поткопавањем он је уназадно померен 11,2 кm од првобитног места. Последњих година он се уназадно помера за 1,6 m.
Најпознатији ерозивни водопади су водопад Игуазу (на граници Бразила и Аргентине, висок 72 m), водопад Викторија (на граници Замбије и Зимбабвеа, висок 120 m), водопад Рајне код Шафхаузена у Швајцарској, висине 21 m итд.
Ерозивни водопади могу настати и поткопавањем на месту спајања притоке и главне реке, услед снажније дубинске ерозије главне реке. Такав је водопад Пливе, висок 27 m. Овај тип водопада може постати и између бочне и главне ледничке долине, преиздубљивањем главне долине снажнијом глацијалном ерозијом некадашњег ледника. Услед овог преиздубљивања на страни главне ледничке долине ствара се одсек који се назива уворни ступањ, па се и водопади на њима називају водопади на уворним ступњевима. Они су чести на странама фјордова у Скандинавији. Такви су Утигард 610 m, Киле (561 m), Ветис (260 m) и Верингфос (162 m), сви у Норвешкој.
Акумулативни водопади настају излучивањем калцијум-карбоната из воде у кречњачким теренима, његовом акумулацијом и стварањем бигрених преграда. Преко ових преграда речни ток пада у виду бигрених водопада. Примери овог типа водопада у Србији су водопади Рипаљка на Градашници код Соко Бање (висок 17,5 m), Великог врела на Бељаници (24 m), Великог Изворца код Мајданпека (9 m) итд. Бројни водопади Плитвичких језера, Скрадински бук на Крки са 17 каскада (високих 47,5 m) и Штрбачки бук на реци Уни припадају овој групи водопада.
Неки водопади могу настати и још неким изненадним геолошким процесима као што су клизања терена или вулканска активност. Такође постоје и вештачки водопади, које човек прави зарад улепшања простора.

## Највиши водопади
Највиши водопад на свету је Анђеоски, који се налази се налази у Јужној Америци на реци Чурун, притоци Каронија у Венецуеле. Његова висина је 1.034 m. У Африци, највиши је Водопад Тугела, на истоименој реци у Јужној Африци. Висок је 933 m и налази се на другом месту у свету. Водопади Колонијал Крик у Вашингтону и Сједињеним Државама, највиши су у Северној Америци са 788 m. У Европи највиши водопад се налази у Норвешкој на реци Вину, зове се Винуфосен и висок је 860 m. Водопади Оло'упена на Хавајима са 900 m надморске висине, највиши су у Океанији. Валаманови водопади високи 300 m, највиши су у Аустралији. Највиши водопад у Србији је Копрен са 103,5 m на Старој планини у Општини Пирот, други по висини је Јеловарник са 71 m на источној страни планине Копаоник, а трећи по висини је Пиљски и чине га две каскаде: доња-виша и горња-нижа укупне висине 64 m и налази се на Старој планини у Општини Пирот.